# شريان سحائي إضافي
شريان سحائي إضافي (بالإنجليزية: Accessory meningeal artery)‏‏ هو شريان يتفرعُ من شريان الفك العلوي.

## الدورة
يدخل الجمجمة من خلال الثقبة البيضوية ، ويغذي العقدة الثلاثية التوائم والأم الجافية.